# Pyrnus baehri
Pyrnus baehri is een spinnensoort uit de familie Trochanteriidae. De soort komt voor in Noordelijk Territorium.